# Predigtstuhl (Wettersteingebergte)
De Predigtstuhl (oud Duits woord voor preekstoel, kansel) is een 2234 meter hoge berg in de Oostenrijkse deelstaat Tirol. De berg ligt onder de Hochwanner, de tweede hoogste berg van Duitsland. Hij is vanuit Leutasch via het Gaistal te bereiken. De berg maakt deel uit van het Wettersteingebergte.

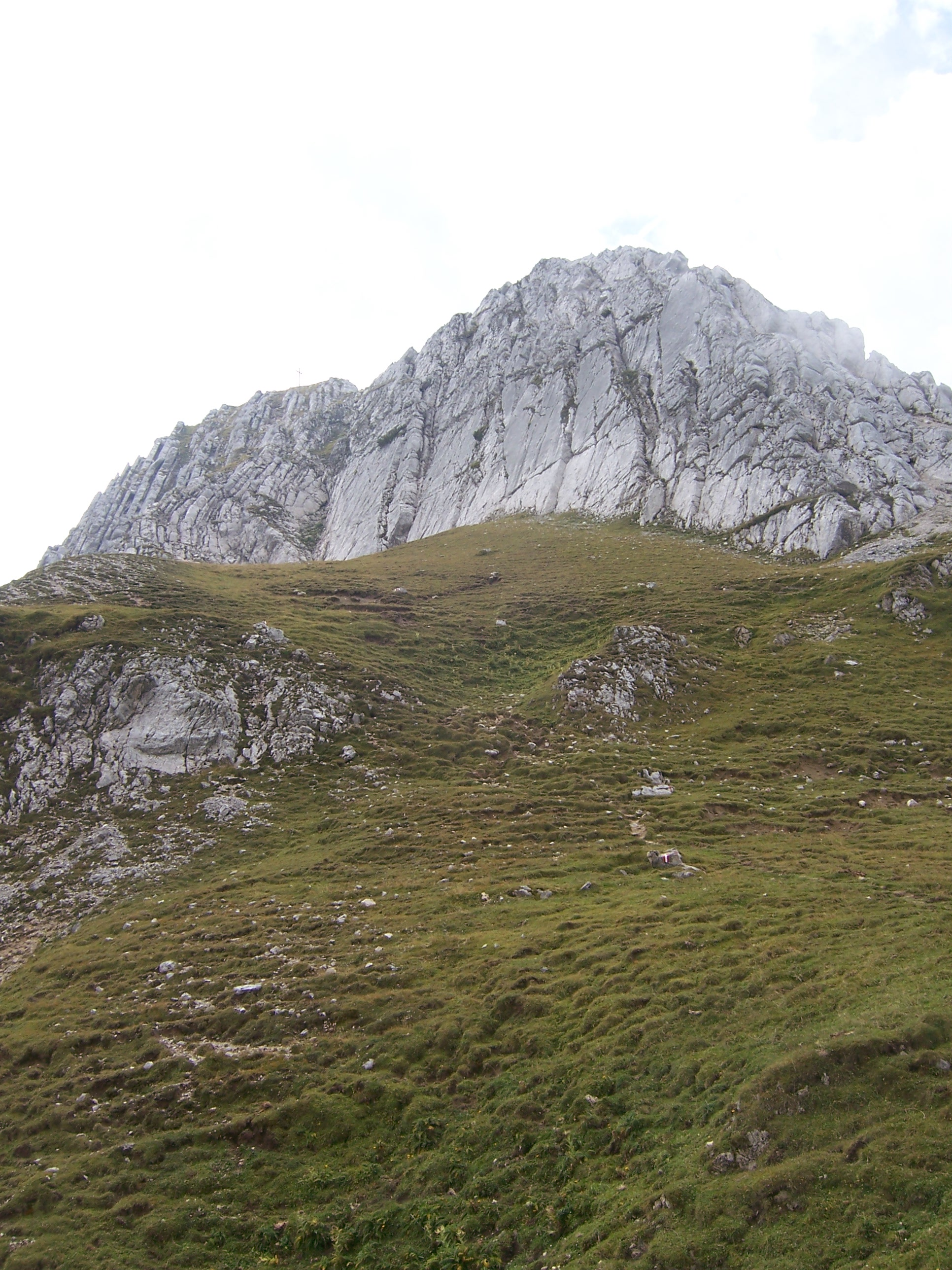
Vanuit het noorden
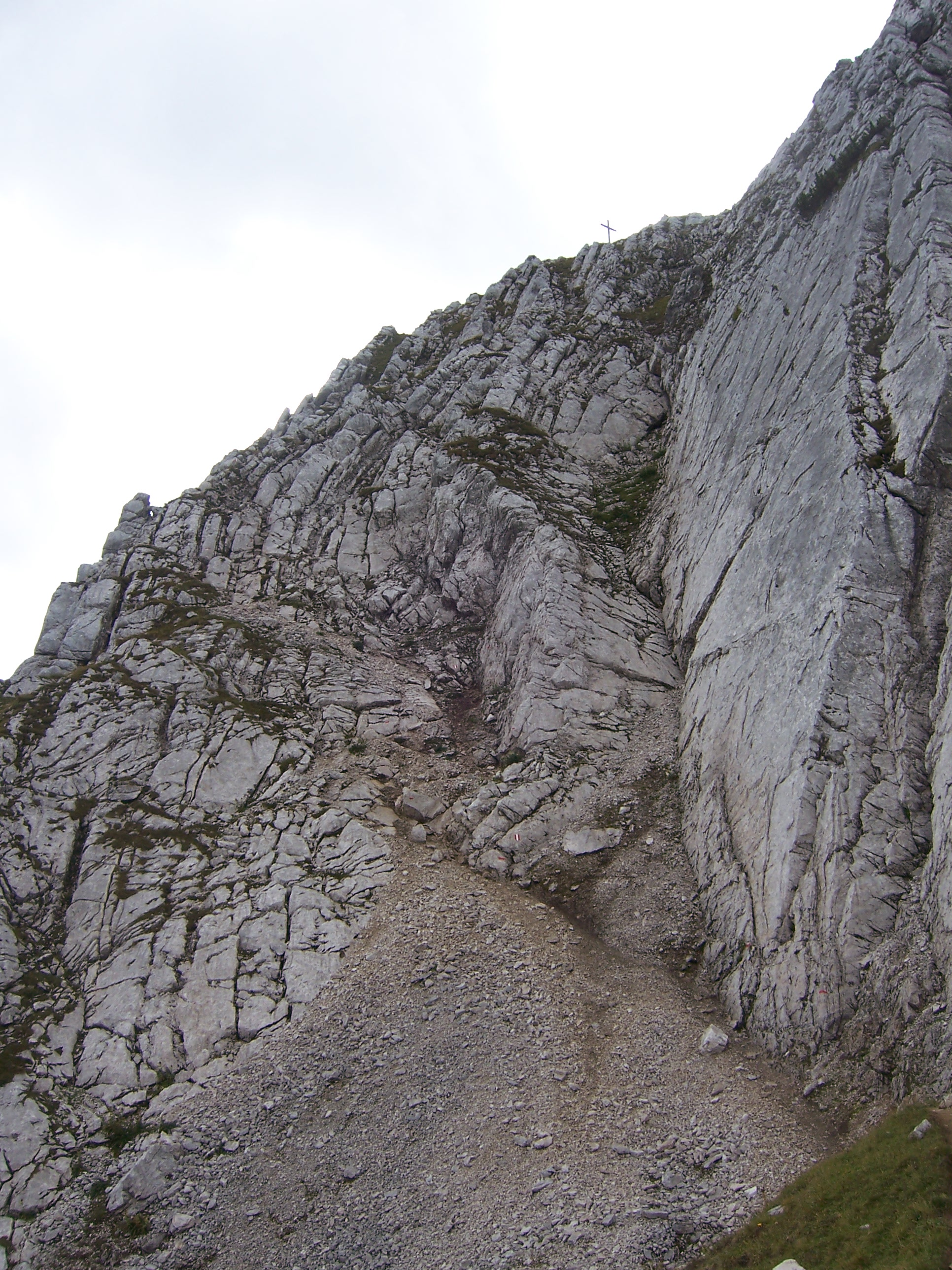
Pad vanuit het noorden